# Kirchberg-Thening
Kirchberg-Thening – gmina w Austrii, w kraju związkowym Górna Austria, w powiecie Linz-Land. Według danych Austriackiego Urzędu Statystycznego liczyła 2306 mieszkańców (1 stycznia 2015).